# Johan Claesson Banér
Johan Claesson Banér född 14 juni 1659 i Sjösås församling, Kronobergs län, död 15 december 1736 i Stockholm, var en svensk generallöjtnant.

## Biografi
Johan Claesson Banér föddes 1659 på Lidboholm i Sjösås församling. Han var son till Claes Pedersson Banér (1620–1675) och Ebba Pedersdotter Sparre (1631–1666). Banér blev 1676 fänrik vid garnisonregementet i Riga och var från 1678 kapten vid regementet. Han blev 22 september 1688 major vid Gustaf Mauritz Lewenhaupts svenska regemente till fots i Holland och stannade där till 1692. Banér avled 1736 i Stockholm och begravdes 27 januari 1737 i Danderyds kyrka.
Johan Claesson Banér köpte in Djursholms gods när Johan Gabriel Banér (1662–1706) inte hade några arvingar som kunde överta godset. 1731 gjorde han om Djursholm och Lidingö till ett fideikommiss som kom att lösas först 1774 av hans sonson kammarherre Johan Gabriel Banér d.y. (1733–1811).

### Familj
Banér gifte sig första gången 23 november 1705 med Margareta Charlotta Banér (1678–1706). Hon var dotter till överstelöjtnanten Gustaf Carl Banér och grevinnan Eva Charlotta Leijonhufvud. De fick tillsammans dottern Hedvig Sofia Banér (1706–1780) som var gift med kammarherren Gustaf Ulf Bonde af Säfstaholm.
Banér gifte sig andra gången 1707 med Ulrika Christina Vellingk (1687–1766). Hon var dotter till generalguvernören Mauritz Vellingk och Ebba Margareta Banér. De fick tillsammans barnen kammarherren Johan Mauritz Banér (1708–1767), Ebba Margareta Banér (1710–1731) som var gift med generalguvernören Gustaf Fredrik von Rosen och Svante Banér (född 1712).